# Regió Sava
Sava és una regió de Madagascar. La seva capital és Sambava. Fins a l'any 2009 Sava pertanyia a la Província d'Antsiranana . Aquesta regió està situada a la part nord de la costa oriental de Madagascar. Limita amb Diana al nord, la Regió Sofia a l'oest i Analanjirofo al sud. L'any 2004 tenia 805.300 habitants i ocupava una superfície de 25518 km². Dins aquesta regió hi ha el Parc Nacional Marojejy.
El nom d'aquesta regió està composta per les lletres inicials de les quatre ciutats principals: Sambava, Antalaha, Vohémar, i Andapa. Cadascuna d'aquestes ciutats reivindica el nom honorífic de Capital Mundial de la Vainilla, especialment produeixen l'orquídia vainilla de la varietat Bourbon vanilla.

## Divisions administratives
Sava està dividida en quatre districtes, els quals estan subdividite en 75 communes (municipis).
- Districte d'Andapa
- Districte d'Antalaha
- Districte de Sambava
- Districte de Vohemar

## Zones protegides
- Parc Nacional de Marojejy
- Parc Nacional de Masoala
- Reserva d'Anjanaharibe-Sud
- Parc Macolline

## Rius
Són els rius de nord a sud:
- Manambato
- Manambaty
- Fanambana
- Bemarivo
- Androranga
- Lokoho
- Riu Onive